# مسجد جعفر بیدگل
مسجد جعفر بیدگل مربوط به دوره صفوی است و در شهرستان آران و بیدگل، بخش مرکزی، شهر آران و بیدگل، محله دربریگ، خیابان ۲۲ بهمن، کوچه روحانی، مقابل حمام تاریخی حاج محمد واقع شده و این اثر در تاریخ ۱۵ دی ۱۳۸۷ با شمارهٔ ثبت ۲۴۰۱۳ به‌عنوان یکی از آثار ملی ایران به ثبت رسیده است.